# Тарасівка (Тетіївська міська громада)
Тара́сівка — село в Україні, у Тетіївській міській громаді Білоцерківського району Київської області. Розташоване за 13 км на захід від міста Тетіїв. На околиці села розташований зупинний пункт Друцька. Населення становить 13 осіб (станом на 1 липня 2021 р.).

## Галерея

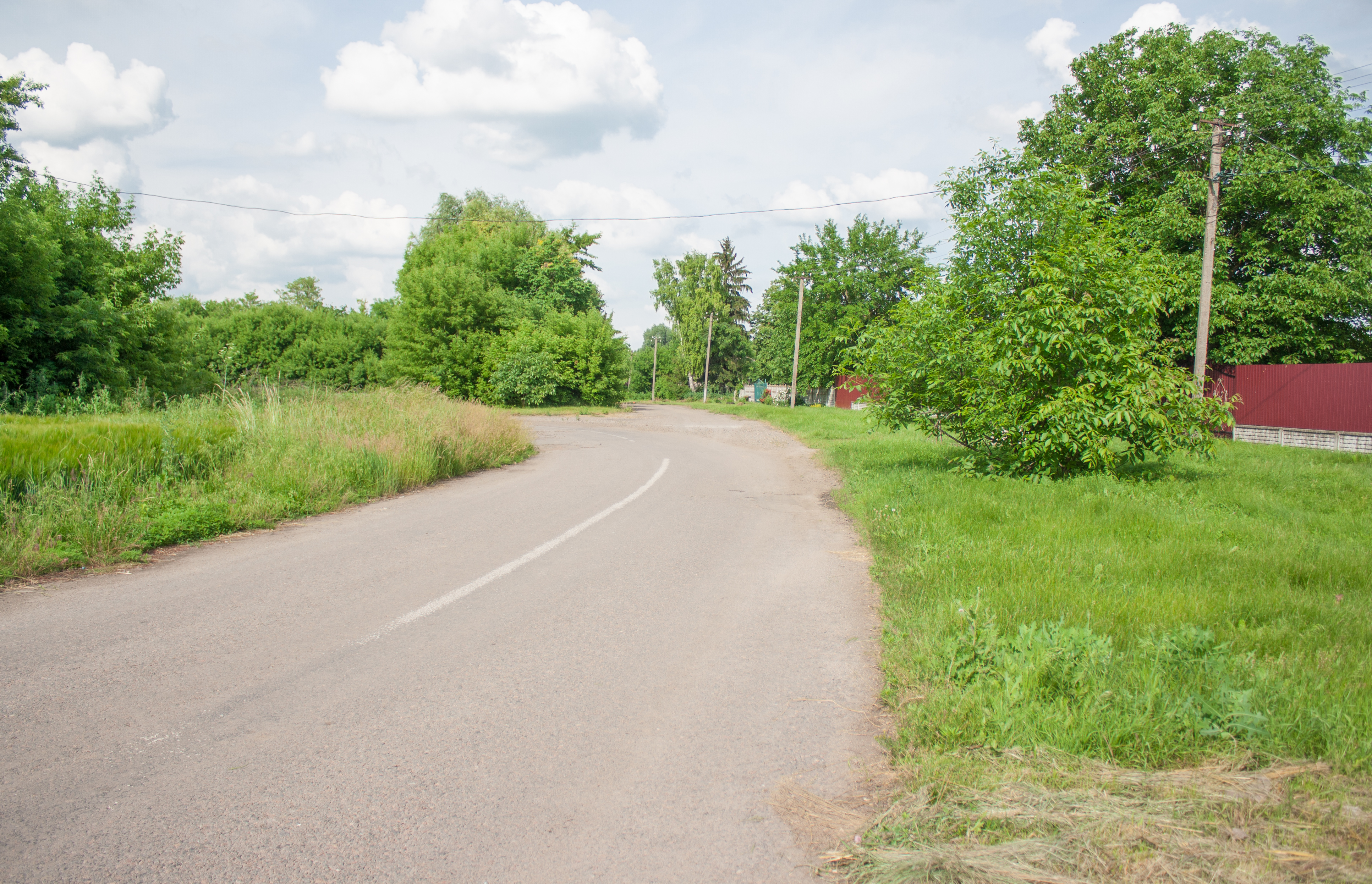
Головна вулиця
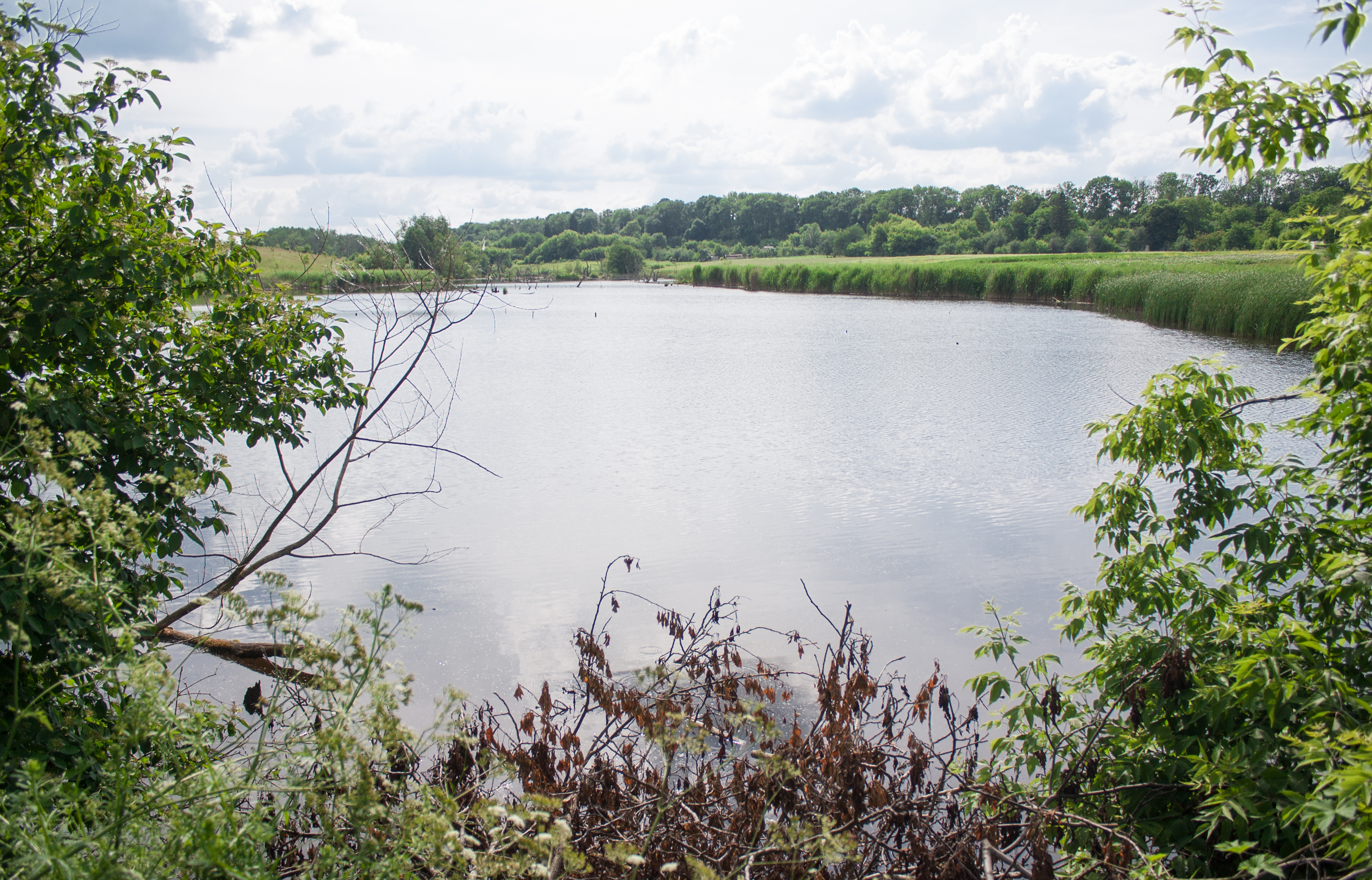
Ставок